# Oceano (nome)
Oceano  è un nome proprio di persona italiano maschile.

## Varianti
- Maschili: Oceanio[1][2]
- Femminili: Oceana[2], Oceania[1][2]

### Varianti in altre lingue
- Catalano: Oceà[3]
  - Femminili: Oceania[3]
- Francese
  - Femminili: Océane[4][5]
- Greco antico: Ὠκεανός (Okeanos)[1][4][6]
- Inglese: Ocean[4][6]
  - Femminili: Ocean[4][6], Oceana[4]
- Latino: Oceanus[1][4]
- Portoghese: Oceano
- Spagnolo: Océano[3]
  - Femminili: Oceania[3]

## Origine e diffusione

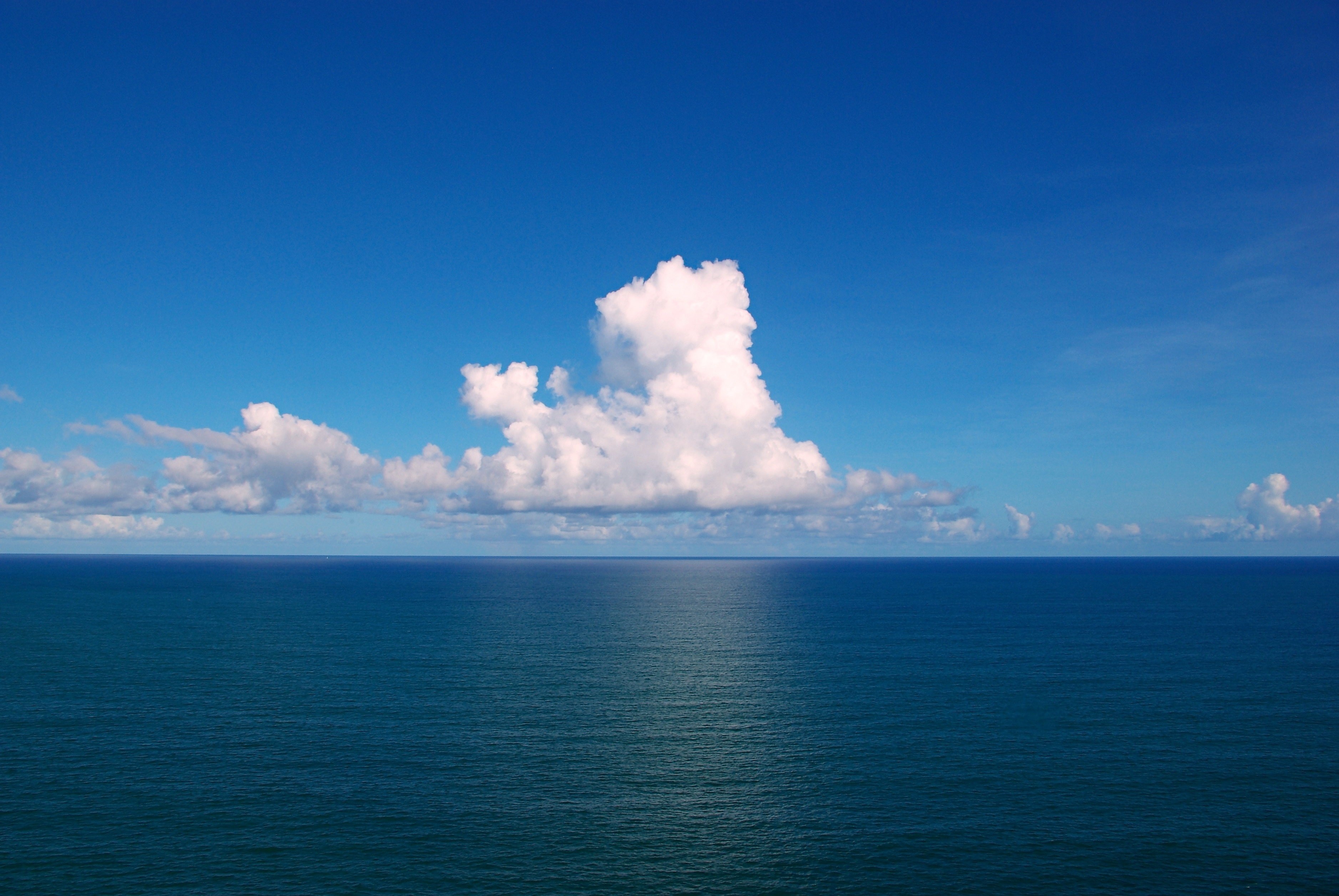
Nuvole sopra all'Oceano Atlantico

Si tratta di un nome dalla tradizione onomastica complessa e frammentata: a seconda dei casi e delle forme nelle varie lingue, può richiamare sia l'oceano inteso come massa d'acqua, sia la figura di Oceano, un Titano della mitologia greca. Le forme tipo Oceanio/a possono essere sia semplici varianti, sia riferimenti al continente dell'Oceania; infine, in rari casi il nome può anche riflettere il culto di uno dei santi così chiamati. Dal punto di vista semantico, il nome Oceano è analogo all'indiano Mira.
Anche l'etimologia del nome è oscura. Il termine "oceano" risale, tramite il latino oceanus, al greco antico ὠκεᾰνός (ōkeanos), vocabolo con il quale gli elleni indicavano il grande fiume o mare che pensavano circondasse le terre emerse (di cui il Titano Oceano era la personificazione). La voce greca è di origine ignota, probabilmente pregreca o comunque preindoeuropea.
In Italia, negli anni 1970, risultava disperso con pochissime occorrenze al Centro-Nord. Nei paesi anglofoni è in uso dal tardo Ottocento, e in origine era spesso imposto ai bambini nati al largo.

## Onomastico
L'onomastico si può festeggiare il 4 settembre in memoria di sant'Oceano, martire con i santi Ammiano, Giuliano e Teodoro sotto Massimiano, oppure il 18 settembre in ricordo di sant'Oceano, martire a Nicomedia.

## Persone

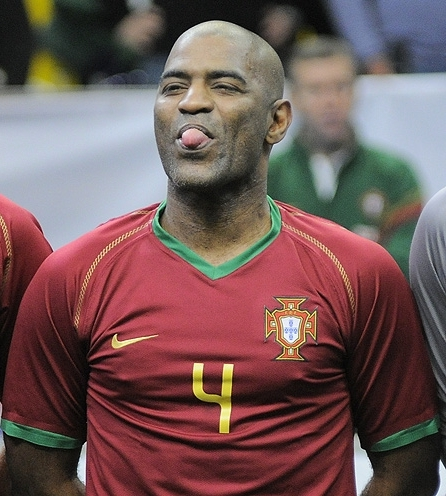
Oceano da Cruz

- Oceano da Cruz, calciatore e allenatore di calcio capoverdiano naturalizzato portoghese

### Varianti
- Ocean Vuong, scrittore e poeta vietnamita naturalizzato statunitense

### Variante femminile Océane
- Océane Avocat Gros, saltatrice con gli sci francese
- Océane Babel, tennista francese
- Océane Cassignol, nuotatrice francese
- Océane Daniel, calciatrice francese
- Océane Dodin, tennista francese

### Altre varianti femminili
- Oceana Mahlmann, cantante tedesca

## Il nome nelle arti
- Océane Pérrier è un personaggio della serie televisiva Chante!.